# Trombocitose
Trombocitose ou Hiperplaquetose é o termo médico referente a um número excessivo de plaquetas no sangue. Quanto à origem, pode ser reativa ou primária (também denominada trombocitemia essencial, provocada por neoplasia mieloproliferativa). Apesar de frequentemente ser assintomática (particularmente quando se origina como uma reação secundária), pode provocar uma predisposição para a trombose.
As plaquetas são fragmentos de megacariócitos. Têm origem na medula óssea e estão envolvidas no processo de coagulação. A diminuição do número de plaquetas no sangue é conhecida por trombocitopenia.
Geralmente, uma contagem normal de plaquetas situa-se entre as 150.000 e 450.000 por mm³. Estes limites são determinados por percentis e um valor fora desse intervalo não significa necessariamente qualquer tipo de doença mas, no entanto, contagens acima de 750.000 (e particularmente acima de 1.000.000) são consideradas condições suficientemente graves para que se proceda à investigação e à intervenção de tal ocorrência.

## Prevalência (epidemiologia)
A ocorrência de Trombocitose essencial (TE) nos Estados Unidos e Europa varia de 0,6 a 2,5/100.000 pessoas/ano. A frequência de casos atual é maior do que a registrada nas décadas passadas, fator possivelmente explicado através da maior automação de exames, maior acesso dos profissionais às informações e mudança na estratégia de diagnóstico conforme a OMS, reduzindo o número de
plaquetas de 600x109 /L para 450x109 /L.5,9 
No Brasil, ainda não há um registro epidemiológico específico para as TE ou para as doenças mieloproliferativas individualizadas. A idade média ao diagnóstico é em torno dos 60 anos, sendo possível ocorrer dos 18-90 anos. Há casos restritos na infância. A trombocitose primária é extremamente rara em crianças, geralmente este diagnóstico só fica estabelecido na segunda década de vida, em média aos 11 anos. Há discreta prevalência no sexo feminino (2F:1M). A ocorrência de TE, durante a gravidez tem sido reportada em várias séries da literatura.

## Sinais e sintomas
Elevadas contagens plaquetárias não significam necessariamente a presença de quaisquer problemas clínicos e são detectadas através de um hemograma de rotina. No entanto, é importante realizar uma história clínica completa e abrangente para garantir que a trombocitose não se deve a um processo secundário. Ocorre frequentemente em conjunção com reações de inflamação, uma vez que os principais estimulantes da produção plaquetária, como a trombopoetina, apresentam valores elevados nestes estados clínicos, como parte da reação de fase aguda.
Alguns pacientes relatam sintomas como náusea, topor, enjoos, vômitos, perda de noção espacial (labirintite) e formigamento nas extremidades.
Podem ocorrem elevadas contagens plaquetárias em pacientes com policitemia vera (altas contagens de eritrócitos), e é um fator de risco adicional de complicações.
Uma muito pequena proporção de pacientes relata sintomas de eritromelalgia, uma sensação de ardência e vermelhidão das extremidades, tratada com o uso de antiagregantes plaquetários, como a aspirina.

## Diagnóstico
A condição inicial para suspeitar de trombocitemia essencial (TE) é a persistência de um número elevado de plaquetas em sangue periférico. Contagens maiores de 450 x 109 /L plaquetas merecem uma investigação. O diagnóstico inclui a detecção de hiperplasia megacariocítica, revelando megacariócitos maduros, hiperlobulados, agrupados na medula óssea, além da exclusão de causas sistêmicas capazes de elevar plaquetas. 
Estudos moleculares para a detecção de mutações são uma ferramenta valiosa para o diagnóstico. 
A pesquisa da mutação JAK2V617F é positiva entre 35%-70% dos casos de TE. A  mutação JAK2 favorece a leucocitose, predispondo a tromboses. As mutações do gene MPL (W515L, W515K e S505N) incidem em 10% de TE JAK2V617F negativa, estando associadas ao maior índice de anemia. Em 2013, descobriu-se uma nova mutação condutora em pacientes com TE e JAK2 negativo: a mutação no éxon 9 do gene da calreticulina (CALR), presente em cerca de 20-30% dos casos de trombocitemia essencial.
Os testes laboratoriais podem incluir: hemograma, enzimas hepáticas, função renal e taxa de sedimentação eritrocitária.
Se houver dificuldades adicionais para determinar a causa da elevada contagem, realiza-se frequentemente uma biópsia da medula óssea para diferenciar se a elevada contagem plaquetária é reativa ou primária.

## Diagnóstico Diferencial
Os desordens associadas à trombocitose secundária são:
- Infecções em geral;
- Pós-esplenectomia;
- Doenças inflamatórias;
- Ferropenia;
- Outras doenças mieloproliferativas, como a leucemia mieloide crônica

Achados clínicos e laboratoriais úteis na distinção entre TE e trombocitose reacional (TR) secundária a outros processos sistêmicos, possuem características como:
- Aumento crônico número e plaquetas;
- Doenças sistêmicas associadas;
- Eventos trombo-hemorrágicos;
- Esplenomegalia;
- Medula óssea; megacariócitos aumentados, hiperlobulado e agrupados;
- Alterações citogenéticas;
- Elevação de proteínas de fase aguda;
- Mutação JAK-2;
- Mutação MPL.
- Mutação CALR

## Genes envolvidos
A essência comum nas desordens mieloproliferativas é a superprodução de células maduras descendentes da célula progenitora, unidade formadora de colônias de elementos mieloides, monócitos, megacariócitos, eritrócitos, eosinófilos e basófilos (UFC-GMME). O mecanismo responsável pelos eventos adquiridos ainda não está completamente estabelecido na TE e nem nas demais mieloproliferações Ph negativas.Por décadas, atribuiu-se a vantagem proliferativa megacariocítica a fatores relacionados à trombopoetina e ao seu receptor celular (c-Mpl), regulados pelas citocinas: Interleucina 3(IL-3), IL-6 e IL-11, que juntamente com a resistência aos inibidores da megacariopoese interagem com o microambiente medular, produzindo e maturando megacariócitos exageradamente. 
A hiperplasia megacariocítica acarreta consequente plaquetose, responsável pela redução proteolítica dos multímeros do fator de von Willebrand, promovendo uma síndrome de Von Willebrand adquirida, reforçada pela ativação das plaquetas com defeito no metabolismo do ácido araquidônico e redução dos receptores de prostaglandina D2, mantendo o tromboxane2 em franca atividade, facilitando sangramentos.
Existem defeitos genéticos adquiridos envolvidos na etiologia da TE, mas pouco se sabe sobre sua dinâmica no ciclo celular. 
Em 35% a 70% das TE, ocorre a mutação do gene da janus kinase 2, JAK2V617F, responsável pela fosforilação da molécula transdutora de sinais ativadores de transcrição (STAT), um gatilho do ciclo celular.
Pode-se dizer que a proteína JAK2 serve de intermediária entre os receptores da membrana e as moléculas de sinalização para desencadear a ação do ciclo celular. As diferenças qualitativas e quantitativas na mutação JAK2V617F explicam a heterogeneidade entre as desordens mieloproliferativas, configurando a possibilidade de que mutações adquiridas em outros genes também são determinantes no comportamento biológico da doença. 
A descoberta de três novas mutações somáticas na região justamembrana, no códon 515 do MPL (W515L, W515K, S505N) explica defeitos nas vias de sinalização das moléculas STAT3, STAT5, na proteína ativadora do mitogênio (MAPK) e na fosfatidil-3 kinase ATK (PI3K/AKT)
Cerca de 50% dos pacientes com diagnóstico de trombocitemia essencial expressam mutação no gene JAK2 V617F. A pesquisa dessa mutação pode ser feita a partir do uso de PCR-real time (PCR tempo real).
Outra maneira interessante de confirmar o diagnóstico de trombocitemia essencial é utilizar o método de FISH a fim de procurar a presença do cromossomo Philadelphia - t(9;22). No caso da trombocitemia, não há nem cromossomo Philadelphia nem mesmo a fusão de gene BCR-ABL1. Inclusive, a ausência desses dois fatores é uma das formas de afastar Leucemia Mieloide Crônica do diagnóstico.
A ausência de deleção do braço longo do cromossomo 5 (del 5q, t(3;3), inv(3)) também pode ser interessante no diagnóstico diferencial, uma vez que afasta Síndrome Mielodisplásica.

## Causas
As elevadas contagens plaquetárias podem se dever a diversos processos patológicos:
- Essencial (primária)
  - Trombocitemia essencial (uma forma de doença mieloproliferativa)
  - Outras patologias mieloproliferativas, como a leucemia mieloide crónica, policitemia vera, mielofibrose

- Reativa (secundária)
  - Inflamação
  - Cirurgia (que origina um estado inflamatório)
  - Hiposplenismo (devida a uma função diminuída do baço)
  - Deficiência em ferro

## Tratamento
Frequentemente, não é necessário tratamento para a trombocitose reativa. Entretanto deve-se atentar para um possível aparecimento de doenças consequentes dela, como hipertensão, problemas no baço, insuficiência cardíaca posterior e falência dos rins.
Ainda assim, se as contagens plaquetárias forem acima de 750.000 ou 1.000.000 na trombocitose primária (e especialmente se estiverem presentes outros fatores de risco de trombose), usa-se a Aspirina que, em baixas doses, parece ter uma função protetora. Níveis já mais extremos são tratados com hidroxiureia, um agente citorredutor (ou seja, reduz o número de plaquetas). Também foi introduzido um novo agente, o anagrelide, para o tratamento da trombocitemia essencial.  No entanto, estudos recentes mostram que o anegrilide não é significativamente mais eficaz do que a hidroxiureia usada atualmente (Harrison et al 2005).

## Literatura
Em 1951, William Dameshek introduziu o termo síndromes mieloproliferativas (SMP) para designar um grupo de entidades hiperproliferativas com semelhanças clínicolaboratoriais. Agrupou quatro síndromes clássicas: leucemia mieloide crônica (LMC), policitemia vera (PV), trombocitose essencial (TE) e mielofibrose primária (PMF). Nos anos 60, a descoberta do cromossomo Philadelphia (Ph+) tornou a LMC uma entidade independente. As três demais foram relegadas ao grupo das desordens mieloproliferativas cromossomo Ph negativas, permanecendo num cenário pouco explorado até meados dos anos 2000.
Entre 1975 e 1986, a TE era confirmada pelo número de plaquetas superior a 1.000x109 /L, após a exclusão de trombocitose secundária a causas benignas ou malignas, tipo policitemia vera, leucemia mieloide crônica ou mielofibrose primária.
Em 1986, o Grupo de Estudos de Policitemia Vera (PVSG) revisou os critérios diagnósticos para TE, reduzindo as contagens plaquetárias periféricas para 600x109 /L, de forma sustentada além de seis meses, com tendência a fenômenos trombóticos ou hemorrágicos, associadas à franca hiperplasia medular de megacariócitos hiperlobulados e agrupados na ausência de mielodisplasia ou fibrose. Mesmo classificada como doença mieloproliferativa clonal, a TE tem um curso relativamente benigno, quando as possíveis complicações são controladas, e a sobrevida pode exceder a 15 anos. 
Até 2005, pouco era conhecido sobre a patogênese molecular da TE. Destacava-se a superprodução dos megacariócitos maduros, e sua etiologia estava atrelada basicamente a defeitos no gene do receptor da trombopoetina (c-mpl). A partir das publicações de Joana Baxter, alterações moleculares precisas foram conhecidas e associadas a um clone anormal.
Duas importantes mutações foram descritas: 1) do gene da tirosina quinase citoplasmática, a JAK2 V617F, mutação somática adquirida, presente em média em 50% dos casos de TE, e 2) do gene receptor da trombopoetina (MPL) (W515L/W515K), que promovem uma vantagem proliferativa celular e estão presentes nos casos de TE JAK2V617F negativa. Nos dois últimos anos, novas mutações adquiridas estão implicadas na fisiopatogenia das mieloproliferações, porém são fatos recentes, e seus mecanismos não estão completamente elucidados, não deixando claro se causam impacto no desfecho da SMP. Alguns portadores de TE são assintomáticos, enquanto outros experimentam sintomatologia vasomotora inespecífica, como eritromelalgia, cefaleia, distúrbios visuais ou parestesias de extremidades. Os sintomas são em maior monta repercussões trombóticas em órgão alvos. Angina, infarto do miocárdio, acidente vascular cerebral (AVC) e embolia pulmonar podem representar a primeira manifestação de trombocitose. 
As manifestações hemorrágicas são menos frequentes e mais associadas ao número de plaquetas superior a 1.000x109 /L, variando de epistaxe e gengivorragia até hemorragias digestivas ou sangramentos em sistema nervoso central (SNC), algo mais raro.
Em 2008, uma nova proposta da Organização Mundial de Saúde (OMS) organizou os critérios diagnósticos, definindo parâmetros para estratificação de riscos e posterior tratamento das SMP. Uma importante modificação foi relativa ao número plaquetário, reduzindo de 600x109 /L para 450x109 / L plaquetas. O diagnóstico precoce permite medidas profiláticas nos pacientes de maior risco para eventos deletérios. Para alguns autores, os pacientes de menor risco podem ficar sem terapia, já outros defendem benefícios com o uso de aspirina em baixas doses.
1. ↑  Nangalia, J.; Massie, C.E.; Baxter, E.J.; Nice, F.L.; Gundem, G.; Wedge, D.C.; Avezov, E.; Li, J.; Kollmann, K. (19 de dezembro de 2013). «Somatic CALR Mutations in Myeloproliferative Neoplasms with Nonmutated JAK2». New England Journal of Medicine (em inglês) (25): 2391–2405. ISSN 0028-4793. PMC 3966280. PMID 24325359. doi:10.1056/NEJMoa1312542. Consultado em 26 de maio de 2022
2. ↑  Klampfl, Thorsten; Gisslinger, Heinz; Harutyunyan, Ashot S.; Nivarthi, Harini; Rumi, Elisa; Milosevic, Jelena D.; Them, Nicole C.C.; Berg, Tiina; Gisslinger, Bettina (19 de dezembro de 2013). «Somatic Mutations of Calreticulin in Myeloproliferative Neoplasms». New England Journal of Medicine (em inglês) (25): 2379–2390. ISSN 0028-4793. doi:10.1056/NEJMoa1311347. Consultado em 26 de maio de 2022